# Mäki-Vuorsamo
Mäki-Vuorsamo eller Mäkivuorsamonlampi är en sjö i Finland. Den ligger i kommunen Rovaniemi i landskapet Lappland, i den norra delen av landet, 700 km norr om huvudstaden Helsingfors. Mäkivuorsamonlampi ligger 100,5 meter över havet. Arean är 31,2 hektar och strandlinjen är 3,13 kilometer lång. Sjön  ingår i Kemi älvs huvudavrinningsområde. 